# Pont-canal de l'Orb
Le pont-canal de l'Orb ou pont-canal de Béziers permet au canal du Midi de franchir l'Orb, à Béziers. La construction de ce pont-canal, dirigée par Urbain Maguès, directeur des travaux du canal du Midi, est lancée en 1854. Mis en service en 1858, il a permis d'éviter la navigation dans la rivière, toujours aléatoire et dangereuse, que les bateaux devaient effectuer jusqu'alors.
C'est un des plus grands ponts-canaux de France, comparable à ceux du Cacor sur le canal de Garonne à Moissac, et du Guétin à Cuffy sur le canal latéral à la Loire.
Le pont-canal fait l’objet d’une inscription au titre des monuments historiques depuis le 29 août 1996.